# Ina Hooft
Gerardina Anna Allegonda Martina Hooft (Den Haag, 17 januari 1894 – Laren, 30 april 1994) was een Nederlands schilder, naaldkunstenaar en tekenaar. Ze werd wel de Haagse Joffer genoemd.

## Leven en werk
Hooft was een dochter van hoofdambtenaar Hendrik Adriaan Hooft en Wilhelmina Catharina Wijnands. Ze werd opgeleid aan de Academie van Beeldende Kunsten in Den Haag (1913-1914), de Académie de la Grande Chaumière in Parijs (1935) en de Eerste Nederlandse Vrije Studio (1936). Ze was een leerling van Floris Arntzenius, Francis de Erdely en Chris de Moor. Zelf gaf ze les aan Julia Beelaerts van Blokland, Annie Borst Pauwels, Louise van der Kaay-Danekes, Iet Schokking en Frederika Wijsenbeek.
Hooft was lid van Arti et Amicitiae en Pulchri. Ze had solo-exposities bij het Haags Gemeentemuseum (1959), Kunsthandel Martinus Liernur (1974), Rosa Spier Huis (1984) en Pulchri (1986). Haar portretten van Maria Dermoût en Ab Visser zijn opgenomen in de collectie van het Literatuurmuseum.
Hooft woonde vanaf haar 75e in het Rosa Spier Huis. Ze werd bij haar 80e verjaardag benoemd tot ridder in de Orde van Oranje-Nassau (1974). De kunstenares overleed in 1994, op 100-jarige leeftijd.
- Biografisch Portaal: 35188579
- Digitale Bibliotheek voor de Nederlandse Letteren: hoof014
- Nederlandse Thesaurus van Auteursnamen: 124255205
- RKD-Nederlands Instituut voor Kunstgeschiedenis: 39474
- Virtual International Authority File: 281096131
- WorldCat: E39PBJrKQ8pt3j76X9jj8Pp773